# 刑法典 (ドイツ)
刑法典（けいほうてん、独：Strafgesetzbuch、StGB）とは、ドイツにおける実体刑法の主要な事項を規定する法律である。可罰的行為の要件と法律効果を規定しており、刑事手続きについては独立した法典である刑事訴訟法が存在する。130年以上前から施行されており、今までに200以上の改正がなされている。最も多く改正されているのは各則部分である。

## 歴史

### 1945年まで
現在ドイツ連邦共和国（ドイツ）で通用する刑法典は、ドイツ国において1871年に成立し、1872年1月1日に施行されたドイツ・ライヒ刑法典）（独:Strafgesetzbuch für das Deutsche Reich）にまで遡り、基本的に1870年5月31日から施行されている北ドイツ連邦の刑法典と同じものであった。

### 1945年以降
この刑法典を土台として、1945年以降、法政策や刑事政策の変化、社会の価値観、顕在化した処罰の間隙、科学や技術の革新等に応じて、立法府は多くの条項を追加してきた。これらの「新しい」犯罪の例を挙げると、テロ組織構成員に関する罪、コンピューター詐欺罪、資金洗浄罪、社会保障負担を源泉徴収する罪などがある。刑法典の歴史において、とりわけ1969年6月25日の第一次刑法改正法が挙げられる。総則では、重懲役刑（Zuchthaus）・軽懲役刑（Gefängnis）・禁錮（Einschließung）・拘留（Haft）の代わりに、統一的な自由刑が導入され、名誉刑が廃止された。さらに、同年7月4日の第二次刑法改正法では、とりわけ新しい総則規定として、自由刑について1か月の下限が設定され、罰金刑に関して警告と刑の猶予（de:Verwarnung mit Strafvorbehalt）と日数罰金制が導入され、処罰制度の再編がされた。

## 構造
刑法典は大きく2つに分けられる。

### 総則
総則には、犯罪の枠組みと法律効果、そして違反行為に対する価値判断の一般的な規定が置かれている。ここでは、次のような原則が規定されている。
- 法律の適用範囲
- 法律上の定義
- 故意・過失・責任能力
- 正犯と共犯（行為者・間接行為者・共犯者・教唆・幇助）
- 違法性阻却事由（正当防衛・緊急救助）
- 制裁（財産刑・自由刑・その他の措置）
- 時効

### 各則
ここでは個別の構成要件が法益ごとに整理されている。
- 民主的法治国に対する罪
- 公の秩序に対する罪（治安妨害罪）
- 司法に対する罪（偽証罪・虚偽陳述罪）
- 性的自己決定に対する罪（強姦・性的暴行・児童性的虐待・人身売買）
- 個人の尊厳に対する罪（侮辱・誹謗中傷）
- 生命と健康に対する罪（殺人罪・故殺罪・暴行罪）
- 財産犯（窃盗罪・詐欺罪）
- 環境に対する罪（水質汚染・廃棄物の違法な取り扱い）
- 道路交通違反その他の公安を害する犯罪（放火・救助懈怠）

刑法典は全ての構成要件を規定しているわけではない。様々な犯罪が他の適切な法律の刑罰法規にも規定されている。例えば、以下のような法律がある。
- 税犯罪は租税通則法
- 麻薬犯罪は麻薬法と薬事法
- 固有の交通違反は道路交通法
- 武器に関する犯罪は武器法と武器管理法
- 不正競争と消費者保護は不正競争に関する法律と1954年経済刑法
- ドイツ連邦軍の構成員の犯罪は連邦軍法
- 戦争犯罪は国際刑法典
- 著作権犯罪は著作権法

これらは特別刑法とよばれる。